# De Graft (cràter)
De Graft és un cràter d'impacte en el planeta Mercuri de 68 km de diàmetre. Porta el nom del dramaturg de Ghana Joe de Graft (1924-1978), i el seu nom va ser aprovat per la Unió Astronòmica Internacional el 2009.